# Любимов, Николай Иванович
Никола́й Ива́нович Люби́мов (4 (16) декабря 1811 года — 20 августа (1 сентября) 1875 года, Гайс, Швейцария) — сенатор, тайный советник, директор Азиатского департамента.

## Биография
Происходил из духовного звания, родился 4 декабря 1811 года. Закончив Императорский Московский университет со степенью кандидата, поступил 21 декабря 1828 года, на службу в Азиатский департамент Министерства иностранных дел, где 25 апреля 1830 года занял должность столоначальника, а 18 января 1836 года — начальника отделения.
Одновременно Любимов (с 1833 по 1838 год) занимал должность правителя дел Высочайше учрёжденного комитета об изыскании новых источников доходов и сокращении расходов Санкт-Петербурга. Пожалованный 22 декабря 1839 года в коллежские советники, Любимов 8 апреля 1840 года был направлен в качестве пристава для сопровождения российской духовной миссии в Пекин, откуда возвратился 18 февраля 1842 года.
За заслуги в исполнении поручений ему был назначен пожизненно пенсион по 600 рублей серебром в год, независимо от получаемого по службе жалованья, и, кроме того, указом 10 марта он был пожалован в статские советники. 10 апреля 1843 года Любимов был назначен вице-директором Азиатского департамента, в 1846 году награждён чином действительного статского советника и орденом св. Владимира 3-й степени, а 26 февраля 1852 года назначен директором Азиатского департамента.
Служба Любимова в означенном департаменте была отмечена высшими орденами до ордена св. Владимира 2-й степени включительно. В 1856 году, пожалованный (15 апреля) в тайные советники, Любимов был назначен (20 сентября) сенатором.
С 28 октября 1856 года по 2 января 1858 года он присутствовал в 1 отделении 5-го департамента Сената, затем был переведён в 4-й департамент, а с 13 октября 1858 года — в 1-й департамент. За время службы в Сенате он получил ордена Белого Орла и св. Александра Невского, а за деятельность по приведению в действие положений 19 февраля 1861 года был удостоен знаком отличия, учреждённым в память успешного введения положений.
Скончался 20 августа 1875 года.